# Milano Challenger 2004
Il Milano Challenger 2004, noto anche come Jameson Cup per motivi di sponsorizzazione, è stato un torneo di tennis facente parte della categoria ATP Challenger Series nell'ambito dell'ATP Challenger Series 2004. Il torneo si è giocato a Milano in Italia dal 29 novembre al 5 dicembre 2004 su campi in sintetico indoor.

## Vincitori

### Singolare
George Bastl ha battuto in finale  Alexander Waske con il punteggio di 7–6(5), 6–4

### Doppio
Daniele Bracciali /  Julian Knowle hanno battuto in finale  Jason Marshall /  Huntley Montgomery 6–3, 6–2